# Идумейская возвышенность
И́думейская возвышенность (латыш. Idumejas augstiene) — физико-географический район Видземе, находится на севере Средней Латвии, занимая возвышенность между Метсепольской равниной, Талавской низменностью и Видземской возвышенностью.
Идумейская возвышенность подразделяется на Лимбажскую волнистую равнину, Аугстрозское всхолмление и Гауйскую древнюю долину.